# Пожары (фильм)
«Пожары» (фр. Incendies) — канадский драматический фильм 2010 года режиссёра Дени Вильнёва, который также выступил в качестве сценариста в соавторстве с Валери Богран-Шампань. Экранизация одноимённой пьесы канадского драматурга ливанского происхождения Важди Муавада. Главные роли исполнили Любна Азабаль, Мелисса Дезормо-Пулен, Максим Годетт и Реми Жирар.
«Пожары» рассказывают историю канадских близнецов, брата и сестры, которые отправляются на родину своей матери в Ливан, чтобы раскрыть тайны её прошлого в условиях кровопролитной гражданской войны. Хотя конкретная страна в фильме не упоминается, его события во многом основаны на гражданской войне в Ливане и, в частности, на истории заключённой Сухи Бечары. Съёмки фильма проходили главным образом в Монреале (Канада), а также в Иордании.
Премьера фильма состоялась на Венецианском и Торонтском международных кинофестивалях в сентябре 2010 года, а 17 сентября 2010 года он вышел в прокат в Квебеке. Фильм получил высокие оценки критиков в Канаде и за рубежом и был удостоен многочисленных наград.
В 2011 году фильм был номинирован на премию «Оскар» в категории «лучший фильм на иностранном языке». «Пожары» также получили восемь наград канадской национальной кинопремии «Джинни», в том числе за лучший фильм.

## Сюжет
После смерти своей матери Наваль Марван, живущей в Канаде арабской иммигрантки, Жанна и её брат-близнец Симон встречаются с нотариусом Жаном Лебелем, работодателем их матери и другом семьи. В завещании Наваль говорится, что она отказывается от похорон в гробу и установки надгробия, если Жанна и Симон не разыщут своего брата, о существовании которого они раньше не подозревали, и своего отца, которого они считали умершим. Наваль оставила два письма: одно должно быть доставлено отцу Жанны и Симона, а другое — их брату. Жанна соглашается, а вот Симон, у которого, судя по всему, были более сложные отношения с Наваль, не хочет присоединяться к Жанне в этих поисках
В серии флэшбэков показано, что Наваль родом из арабской христианской семьи в неназванной стране Леванта и что она влюбилась в беженца по имени Вахаб, в результате чего забеременела. Её брат убивает возлюбленного и едва не расстреливает саму Наваль в знак убийства чести, но бабушка щадит её, взяв с неё обещание покинуть деревню после рождения ребёнка и начать новую жизнь в городе Дареш. Бабушка делает татуировку на пятке ребёнка и отправляет его в сиротский приют.
Во время учёбы Наваль в университете Дареша в стране разгорается гражданская война и совершаются военные преступления, а Наваль выступает против войны по соображениям прав человека. Приют её сына в Кфар-Хуте разрушен мусульманским боевиком Шамседдином, который превращает его в исламского ребёнка-солдата. Едва выжив в расправе христианских националистов над ехавшими в автобусе мусульманскими беженцами, Наваль присоединяется к мусульманским боевикам и расстреливает лидера националистов. За совершенное преступление она попадает в тюрьму в Кфар-Риате и подвергается изнасилованию со стороны палача Абу Тарека, после чего рожает близнецов.
Отправившись на родину матери, Жанна постепенно открывает для себя её прошлое и уговаривает Симона присоединиться к ней. С помощью Лебеля они узнают, что их брата зовут Нихад «Майский», и разыскивают Шамседдина. Симон лично встречается с ним, и тот рассказывает, что помешанный на войне Нихад был захвачен националистами, обучен пыткам, а затем отправлен в Кфар-Риат, где принял имя Абу Тарек, что делает его одновременно единоутробным братом и отцом близнецов; таким образом оба письма Наваль адресованы одному и тому же человеку. Как и Наваль, после войны начальство Нихада обеспечило ему новую жизнь в Канаде. Наваль случайно встретила его в канадском бассейне и увидела как татуировку (показывающую, что он её сын), так и его лицо (показывающее, что он её насильник). Шок от узнавания правды приводит к тому, что у Наваль происходит инсульт, который оборачивается её безвременной смертью в возрасте шестидесяти лет.
Близнецы находят Нихада в Канаде и отдают ему письма Наваль. Он открывает оба конверта; первое письмо адресовано ему как отцу близнецов и насильнику и наполнено презрением. Второе письмо адресовано ему как брату близнецов и написано с заботой и словами о том, что он как сын Наваль заслуживает любви. В ужасе от правды Нихад пытается догнать близнецов, но они ушли.
На могиле Наваль устанавливают надгробие. Некоторое время спустя его посещает Нихад.

### В ролях
- Любна Азабаль — Наваль Марван
- Мелисса Дезормо-Пулен[англ.] — Жанна Марван
- Максим Годетт[англ.] — Симон Марван
- Реми Жирар[англ.] — Жан Лебель, нотариус
- Абдельгафур Элаазиз — Абу Тарек / Нихад «Нихад Майский» Арманни
- Аллен Олтман — Маддад, нотариус
- Мохамед Маджд — Шамседдин

## Производство

### Разработка

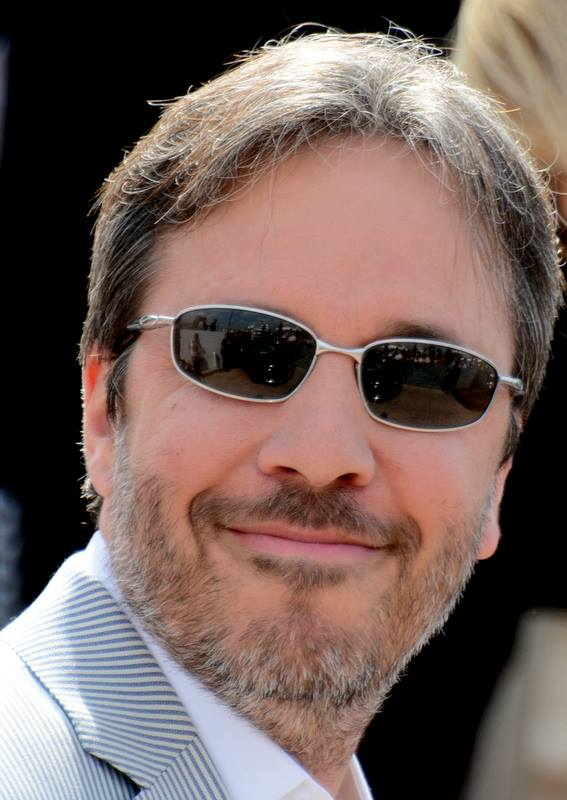
Режиссёр Дени Вильнёв адаптировал пьесу Важди Муавада после того, как увидел её постановку в Монреале в 2004 году

В основу фильма легли события, происходившие во время гражданской войны в Ливане (1975—1990 год), но создатели фильма попытались сделать место действия неоднозначным. Одна из сюжетных линий базируется на жизни Сухи Бечары.
Режиссёр Дени Вильнёв впервые увидел пьесу Важди Муавада «Пожары» в монреальском театре де Куат’Сус в 2004 году, отметив: «У меня было сильное чувство, что передо мной шедевр». Вильнёв признал, что не знаком с арабской культурой, но «Пожары» привлекли его как «современная история с элементом греческой трагедии». Адаптируя сценарий, Вильнёв сохранил структуру сюжета и персонажей, но заменил все диалоги, и даже задумал немой фильм, но впоследствии отказался от этой идеи из-за высоких расходов. Он показал Муаваду несколько законченных сцен, чтобы убедить драматурга, который поначалу не хотел давать разрешение на съёмку фильма. Вильнёв потратил пять лет на работу над сценарием, одновременно снимая два других фильма. Муавад впоследствии оценил фильм как «блестяще элегантный» и отдал должное Вильнёву. Бюджет картины составил 6 500 000 долларов, а финансирование было получено от Telefilm Canada.

### Кастинг

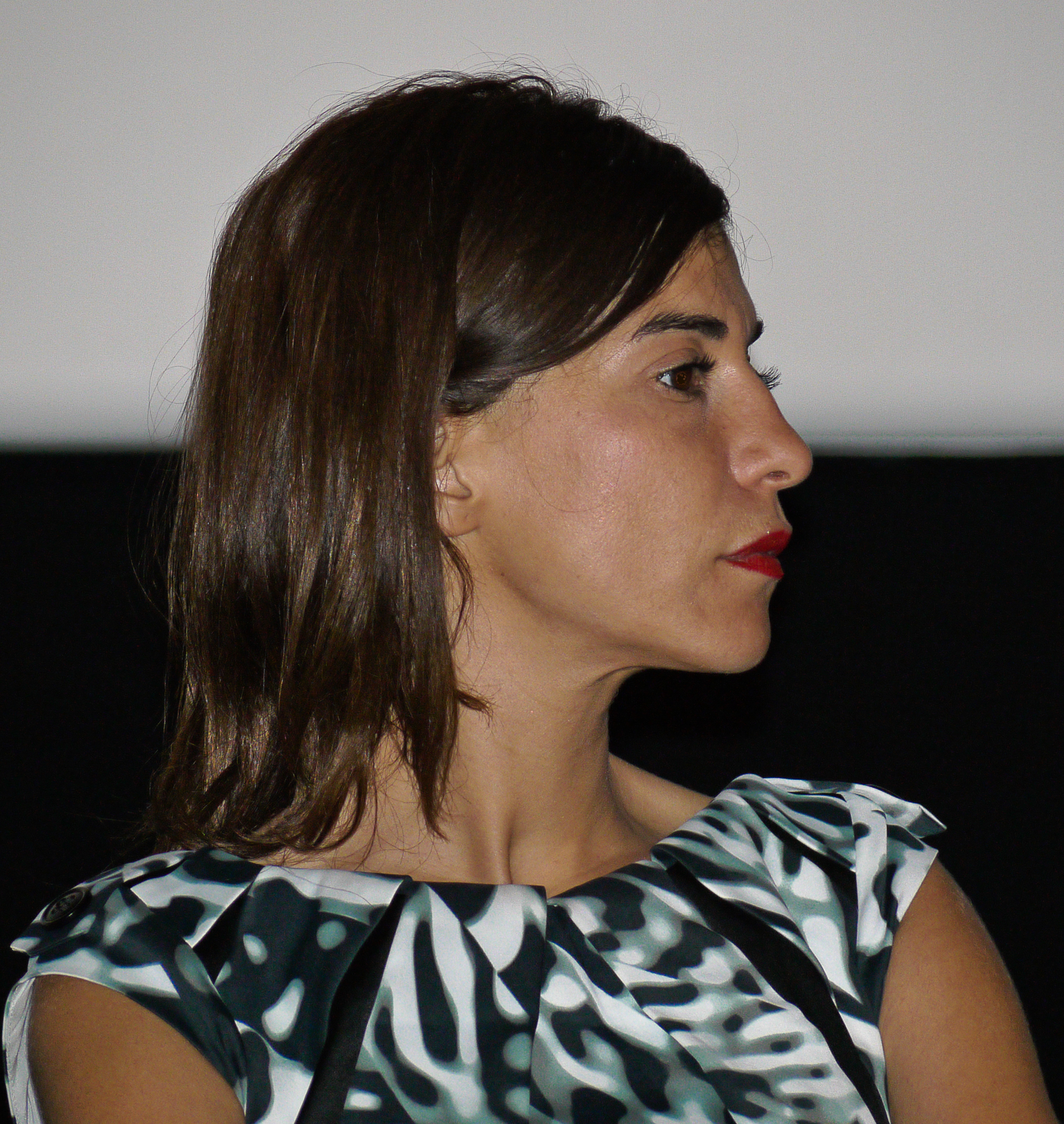
Любна Азабаль за роль Наваль получила бельгийскую премию «Магритт» и канадскую премии «Джини» как лучшая актриса

Для поиска актрисы на роль Наваль Вильнёв провёл массовый кастинг по всей Канаде. Он считал подбор главной героини самой сложной задачей и в какой-то момент подумывал задействовать двух или трёх актрис, поскольку история охватывает четыре десятилетия. Наконец он познакомился в Париже с Любной Азабаль, бельгийской актрисой мароккано-испанского происхождения, будучи заинтригованным её «выразительным и красноречивым» лицом в фильме «Рай сегодня» (2005). Хотя ей было 30 лет, Вильнёв решил, что она выглядит на 18 и сможет сыграть роль на протяжении всего фильма, используя грим
Вильнёв выбрал канадскую актрису Мелисса Дезормо-Пулен на роль Жанны, заявив, что эта роль требует умения слушать, а Десормо-Пулен — «очень щедрая актриса». До «Пожаров» Дезормо-Пулен была в основном известна эпизодическими ролями. Монреальский актер Аллен Олтмен, сыгравший нотариуса, перед тем, как отправиться на кинопробы, часами занимался с преподавателем по диалекту, чтобы выработать смесь французского и арабского акцентов. Во время съёмок в Иордании для погружения в роль актёр Максим Годетт посетил лагерь палестинских беженцев недалеко от Аммана.

### Съёмки

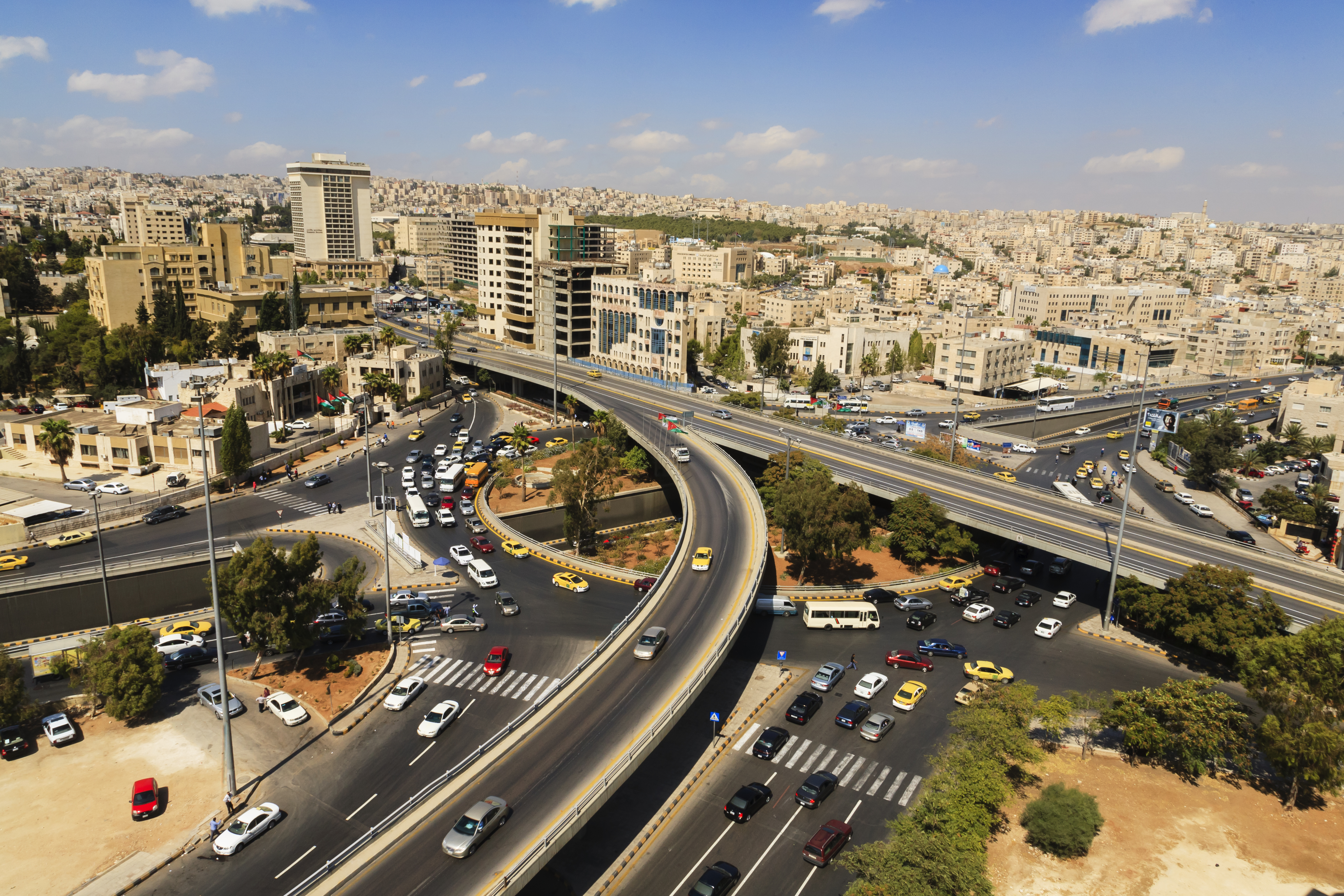
15 дней съёмок проводились в Иордании

Фильм снимался в Монреале и Иордании. На съёмки затратилось 40 дней, в том числе 15 дней в Иордании. Для сцен, снятых в Иордании, Вильнев использовал ливанскую и иракскую съёмочную группу, хотя и опасался, что военные сцены будут напоминать им о неприятных событиях. Однако он сказал, что арабские члены съёмочной группы считали: «Важно, чтобы подобные истории появлялись на экране». Часть съёмок проводилась в столице Иордании Аммане. Чтобы воссоздать атмосферу Бейрута, художник-постановщик Андре-Лин Бопарлан разбросала на улице Аммана камни и обломки.

### Музыка
Две песни британской группы Radiohead из альбома Amnesiac «You and Whose Army?» и «Like Spinning Plates» использовались в фильме. Музыка является настолько заметной и неотъемлемой частью фильма, что она упоминалась во многих обзорах. Кинокритик Дэвид Эрлих писал, что «Incendies использует треки Radiohead из-за многозначности их смысла, расширяя возможности изображения, отрывая зрителей от него». Вильнёв сказал, что с самого начала включил песню «You and Whose Army?» в сценарий, поскольку он был призван «прояснить, что [фильм] будет представлять точку зрения жителя Запада на этот мир». Один музыкальный обозреватель поставил её на первое место в «Десяти лучших музыкальных моментов в кино».

## Релиз
«Пожары» были официально выбраны для участия в Венецианском кинофестивале 2010 года, кинофестивале в Теллурайде 2010 года, международном кинофестивале в Торонто 2010 года и кинофестивале «Сандэнс» 2011 года. Премьера фильма в Торонто и Ванкувере состоялась в январе 2011 года.
В США дистрибьютором картины выступила компания Sony Pictures Classics. Когда фильм был показан в Бейруте в марте 2011 года, Вильнёв заявил, что «многие люди говорили мне, что мы должны показать этот фильм их детям, чтобы продемонстрировать им, через что они прошли».
В 2023 году компания Telefilm Canada объявила, что «Пожары» стали одним из 23 фильмов, которые будут реконструированы в цифровом формате в рамках новой программы Canadian Cinema Reignited, направленной на сохранение классических канадских фильмов.

## Восприятие

### Оценки критиков
На сайте Rotten Tomatoes фильм имеет рейтинг 91 %, основанный на 125 рецензиях со средним баллом 7,9/10. На сайте Metacritic рейтинг фильма 80 из 100, основанный на 42 рецензиях.
Фильм получил положительные отзывы в как в Канаде в целом, так и Квебеке в частности. Кевин Н. Лафорест из Montreal Film Journal дал фильму 3,5 звезды из четырёх и написал: «Вильнёв сделал свою лучшую работу». Брендан Келли из Montreal Gazette поставил фильму пять звёзд и назвал его «шедевром». Марк Кассиви из La Presse заявил, что фильм превосходит пьесу. Питер Хауэлл из The Toronto Star, дал фильму четыре звезды, назвав его «захватывающим фильмом со множеством откровений» и лучшим фильмом 2010 года и похвалил Любну Азабаль как «первую среди равных». Однако Мартин Морроу из CBC News не был впечатлён, заявив: «Экранизация Вильнёва убирает всю тонкую текстуру плоти и оставляет только голые кости». Киновед из Берлинского университета Клаудия Котте написала, что этот фильм, наряду с «Господином Лазаром» (2011) и «Ведьмой войны» (2012), представляет собой поворот в кинематографе Квебека от сосредоточения на местной истории к глобальным проблемам, вдобавок «Пожары» добавляют тему Эдипова комплекса. Авторы Гада Махрус, Шанталь Майе и Даниэль Сале отметили, что фильмы МакКроу и Дери «Пожары», «Господин Лазар» и «Иншалла» изображают Квебек как часть глобальной деревни, принимающей меньшинства, особенно жителей Ближнего Востока или «других мусульман».
Роджер Эберт дал фильму три с половиной звезды, заявив, что «он хочет быть чем-то большим, чем триллер, и ему удаётся продемонстрировать, насколько бессмысленно и бесполезно ненавидеть других из-за их религии», а Азабаль «всегда неотразима». Он выбрал фильм своим фаворитом на получение премии «Оскар» за лучший фильм на иностранном языке, но «Пожары» проиграли датскому фильму «Месть».
Леонард Малтин поставил фильму три с половиной звезды, назвав его «жёстким, завораживающим». Тай Берр из The Boston Globe, дал фильму три с половиной звезды, похвалив сцену в автобусе как душераздирающую, но отметил, что кульминация — «сюжетный поворот, который является слишком невероятным совпадением», заставляющим зрителей считать на пальцах, а не впадать в шок". «Пожары» были названы Стивеном Холденом из The New York Times одним из 10 лучших фильмов 2011 года. Бетси Шарки из Los Angeles Times назвала его «лучшей реализованной работой Вильнёва». В ряде обзоров хвалили использование песни Radiohead «You and Whose Army?».

## Награды и номинации
22 сентября 2010 года «Пожары» были выбраны представлять Канаду на 83-й церемонии вручения премии «Оскар» в категории «Лучший фильм на иностранном языке». 19 января 2011 год картина вошла в шорт-лист из девяти фильмов, а 25 января 2011 года была номинирована на «Оскар» за лучший фильм на иностранном языке.
Фильм получил восемь наград на 31-й церемонии вручения канадской национальной кинопремии «Джини», в том числе за лучший фильм, лучшую женскую роль (Азабаль) и лучшую режиссуру (Вильнёв). Благодаря «Пожарам» Вильнёв завоевал премию Роджерса за лучший канадский фильм, которую он также получил в 2009 году за фильм «Политех», став первым канадским режиссером, выигравшим её два года подряд. «Пожары» также удостоились премий Jutra за лучший фильм, режиссуру, сценарий, женскую роль (Азабаль), монтаж, работу оператора, работу художника-постановщика, костюмы и звук.
Это также единственный фильм на сегодняшний день, получивший одновременно премию Международного кинофестиваля в Торонто за лучший канадский фильм и премию Международного кинофестиваля в Ванкувере за лучший канадский фильм.
| Награда                                   | Дата вручения | Категория                            | Номинанты                                      | Результат | П.     |
| ----------------------------------------- | ------------- | ------------------------------------ | ---------------------------------------------- | --------- | ------ |
| Оскар                                     | 2011          | Лучший фильм на иностранном языке    | Дени Вильнёв                                   | Номинация | [ 47 ] |
| Общество кинокритиков Бостона             | 2011          | Лучший фильм на иностранном языке    | Дени Вильнёв                                   | Победа    | [ 51 ] |
| Премия BAFTA                              | 2012          | Лучший неанглоязычный фильм          | Дени Вильнёв                                   | Номинация | [ 52 ] |
| Сезар                                     | 2012          | Лучший иностранный фильм             | Дени Вильнёв                                   | Номинация | [ 53 ] |
| Ассоциация кинокритиков Чикаго            | 2011          | Лучший фильм на иностранном языке    | Дени Вильнёв                                   | Номинация | [ 54 ] |
| Премия «Давид ди Донателло»               | 2011          | Лучший иностранный фильм             | Дени Вильнёв                                   | Номинация | [ 55 ] |
| Премия «Джини»                            | 2011          | Лучший фильм                         | Люк Дери и Ким Макгро                          | Победа    | [ 56 ] |
| Премия «Джини»                            | 2011          | Лучший режиссёр                      | Дени Вильнёв                                   | Победа    | [ 56 ] |
| Премия «Джини»                            | 2011          | Лучшая актриса                       | Любна Азабаль                                  | Победа    | [ 56 ] |
| Премия «Джини»                            | 2011          | Лучший адаптированный сценарий       | Дени Вильнёв                                   | Победа    | [ 56 ] |
| Премия «Джини»                            | 2011          | Лучшая работа художника-постановщика | Андре-Лин Бопарлан                             | Номинация | [ 56 ] |
| Премия «Джини»                            | 2011          | Лучшая работа оператора              | Андре Тюрпен                                   | Победа    | [ 56 ] |
| Премия «Джини»                            | 2011          | Лучший монтаж                        | Моник Дартонн                                  | Победа    | [ 56 ] |
| Премия «Джини»                            | 2011          | Лучший звук                          | Жан Уманский и Жан-Пьер Лафорс                 | Победа    | [ 56 ] |
| Премия «Джини»                            | 2011          | Лучший монтаж звука                  | Сильвен Бельмар, Симон Мейёр и Клэр Пошон      | Победа    | [ 56 ] |
| Премия «Джини»                            | 2011          | Лучший грим                          | Катрин Касо                                    | Номинация | [ 56 ] |
| Международный кинофестиваль в Торонто     | 2010          | Лучший канадский фильм               | Дени Вильнёв                                   | Победа    | [ 57 ] |
| Международный кинофестиваль в Вальядолиде | 2010          | Приз зрительских симпатий            | Дени Вильнёв                                   | Победа    | [ 58 ] |
| Международный кинофестиваль в Вальядолиде | 2010          | Лучший сценарий                      | Дени Вильнёв                                   | Победа    | [ 58 ] |
| Международный кинофестиваль в Вальядолиде | 2010          | Приз молодёжного жюри                | Дени Вильнёв                                   | Победа    | [ 58 ] |
| Премия Jutra                              | 2011          | Лучший фильм                         | Люк Дери, Ким Маккроу и micro scope            | Победа    | [ 59 ] |
| Премия Jutra                              | 2011          | Лучшая режиссура                     | Дени Вильнёв                                   | Победа    | [ 59 ] |
| Премия Jutra                              | 2011          | Лучший сценарий                      | Дени Вильнёв                                   | Победа    | [ 59 ] |
| Премия Jutra                              | 2011          | Лучшая актриса                       | Любна Азабаль                                  | Победа    | [ 59 ] |
| Премия Jutra                              | 2011          | Лучшая актриса                       | Мелисса Дезормо-Пулен                          | Номинация | [ 59 ] |
| Премия Jutra                              | 2011          | Лучший художник-постановщик          | Андре-Лин Бопарлан                             | Победа    | [ 59 ] |
| Премия Jutra                              | 2011          | Лучшая работа оператора              | Андре Тюрпен                                   | Победа    | [ 59 ] |
| Премия Jutra                              | 2011          | Лучший монтаж                        | Моник Дартонн                                  | Победа    | [ 59 ] |
| Премия Jutra                              | 2011          | Лучший звук                          | Сильвен Бельмар, Жан Уманский, Жан-Пьер Лафорс | Победа    | [ 59 ] |
| Премия Jutra                              | 2011          | Лучшие костюмы                       | Софи Лефебр                                    | Победа    | [ 59 ] |

- 2010 — Гран-при Варшавского кинофестиваля (Дени Вильнёв)
- 2010 — номинация на премию Национального совета кинокритиков США за лучший фильм на иностранном языке
- 2011 — приз зрительских симпатий на Роттердамском кинофестивале (Дени Вильнёв)